# В країні жінок
В країні жінок (англ. In the Land of Women) — комедійний фільм 2007 року.

## Сюжет
Після гучного розриву бурхливого роману з відомою актрисою молодий, романтичний літератор виїжджає в передмістя Детройта, яку він вже роками не бачив. Там він сподівається знайти душевну рівновагу. Дбає про бабусю та її оселю, намагається писати. Випадково він знайомиться із сусідкою та її дочкою-підлітком. Тут, в царстві жінок, де панують принадні пригоди й спокусливі інтриги, все покриває вічне кохання.